# 鈴木美羽
鈴木美羽（日语：／ Suzuki Miu；2000年4月14日—）是日本女演員、模特兒，出身自神奈川縣。Amuse旗下藝人。

## 作品列表

### 電視劇
- 我才不會對黑崎君說的話言聽計從（2015年12月22日、23日，日本電視台）：飾演 若林乃亞
- 不過是先出生的我（2017年10月14日－12月16日，日本電視台）：飾演 河村涼香[2]
- 明日的約定（2017年11月7日，關西電視台、富士電視台系）：飾演 藍澤日向（高中時期）[3]
- 電影少女-VIDEO GIRL AI 2018-（2018年1月14日－4月1日，東京電視台）
- 結婚對象抽選制（2018年10月6日，富士電視台、東海電視台）：飾演
- 特搜9特別篇「特搜班最後的案件」（2019年4月7日，朝日電視台）：飾演 小柳法子（高中時期）
- PICU 兒童加護病房 第1集（2022年10月10日，富士電視台）：飾演 三好凛
- 爆上戰隊奔奔者 (2024年3月3日ㄧ，朝日電視台）：飾演 志布戶未來／奔粉[4]

### 電影
- 我才不會對黑崎君說的話言聽計從（2016年2月27日）：飾演 若林乃亞[5]
- 永遠38歲的ERICA（2019年6月7日）：飾演 渡部聰子（43年前）
- WALKING MAN（2019年10月11日）：飾演 惠梨菜
- 手寫信（2021年10月22日）：飾演
- 千輝同學未免甜得過火（2023年3月3日）：飾演 [6]

## 外部連結
- 經紀公司官方網站（日語）
- 鈴木美羽的X（前Twitter）
- 鈴木美羽的Instagram帳戶
- YouTube上的鈴木美羽頻道

| 前任： 鈴木浩文 （暴太郎戰隊DON BROTHERS） | 日本超級戰隊系列粉色戰士演員 爆上戰隊奔奔者 2024年3月3日-2025年2月9日 | 繼任： 目前最新一任 |